# Solenopsis papuana
Solenopsis papuana es una especie de hormiga del género Solenopsis, subfamilia Myrmicinae.

## Distribución
Esta especie se encuentra en los Estados Unidos, Australia, Fiyi, Micronesia, Papúa Nueva Guinea, Samoa e Islas Salomón.